# مسیر بازگشت یک سگ به خانه
مسیر بازگشت یک سگ به خانه (انگلیسی: A Dog's Way Home) فیلمی در ژانر درام به کارگردانی چارلز مارتین اسمیت است که در سال ۲۰۱۹ منتشر شد.

## بازیگران
- اشلی جاد
- ادوارد جیمز آلموس
- الکساندرا شیپ
- برایس دالاس هاوارد
- جونا هاوئر کینگ
- وس استودی
- کریس باوئر
- بری واتسون